# Jorma Tommila

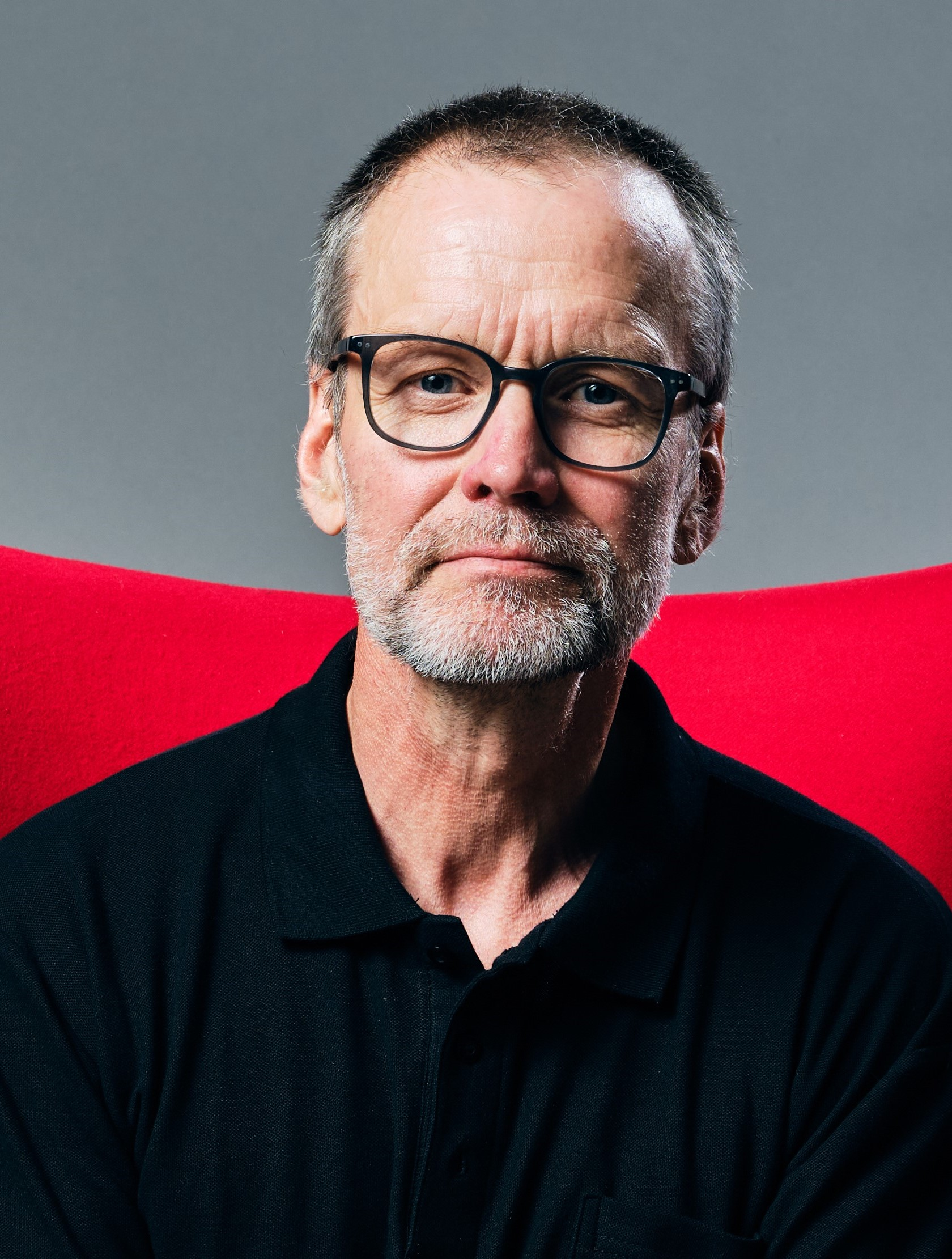
Jorma Tommila (2020)

Jorma Tommila (Aussprache: jo̞rmɑ ˈtomːilɑ; * 1959 in Rauma) ist ein finnischer Schauspieler.

## Leben
Jorma Tommila wuchs in Kiukainen auf. Seit seinem fünften Lebensjahr ist er Halbwaise, nachdem sein Vater an den Folgen einer Lungenerkrankung aus dem Zweiten Weltkrieg verstarb. Seine ältere Schwester ist die Schauspielerin Kielo Tommila. Er ist mit Ida Helander-Tommila, der Schwester des Regisseurs Jalmari Helander, verheiratet. Der gemeinsame Sohn ist der Schauspieler Onni Tommila, mit dem er bereits in einigen Filmen wie  Rare Exports – Eine Weihnachtsgeschichte, Big Game – Die Jagd beginnt und Sisu gemeinsam vor der Kamera stand.
Während seines Schauspielstudiums an der Theaterakademie Helsinki gründete Tommila 1987 das Theaterensemble Jumalan teatteri. Für seine Darstellungen in Die Weihnachtsfeier und Bad Luck Love wurde Tommila zwei Mal für den finnischen Filmpreis Jussi als Bester Hauptdarsteller nominiert, wobei er für ersten die Auszeichnung erhielt.

## Filmografie
- 1996: Die Weihnachtsfeier (Joulubileet)
- 2000: Bad Luck Love
- 2001: Rölli und die Elfen (Rölli ja metsänhenki )
- 2008: Der Besucher (Muukalainen)
- 2010: Priest of Evil (Harjunpää ja pahan pappi )
- 2010: Rare Exports – Eine Weihnachtsgeschichte (Rare Exports)
- 2010: Tatort: Tango für Borowski
- 2014: Big Game – Die Jagd beginnt (Big Game)
- 2014: Nurses (Syke, Fernsehserie, eine Folge)
- 2022: Sisu